# Bernd von Hoffmann
Bernd von Hoffmann (* 28. Dezember 1941 in Schlackenwerth, Sudetenland, heute Ostrov nad Ohří, Tschechien; † 9. Dezember 2011 in Hamburg) war ein deutscher Rechtswissenschaftler. Er war von 1979 bis 2007 Inhaber des Lehrstuhls für Zivilrecht, Internationales Privatrecht und Rechtsvergleichung an der Universität Trier.

## Leben
Von Hoffmann wurde 1941 in Schlackenwerth im Reichsgau Sudetenland geboren. Er studierte von 1960 bis 1965 Rechtswissenschaft in Heidelberg, Aix-en-Provence und München. 1966 schloss er sein Studium mit dem ersten Staatsexamen ab. Von 1966 bis 1971 war er wissenschaftlicher Assistent von Karl Firsching in Regensburg. Dort promovierte er 1969 mit der Arbeit Internationale Handelsschiedsgerichtsbarkeit (1970) und legte 1970 das zweite Staatsexamen ab. Von 1971 bis 1979 war er wissenschaftlicher Referent am Max-Planck-Institut für ausländisches und internationales Privatrecht in Hamburg. 1977 war visiting fellow am Wolfson College, Cambridge. 1979 habilitierte er sich in Regensburg mit Das Recht des Grundstückskaufs. Eine rechtsvergleichende Untersuchung (1982).
Er erhielt 1979 einen Ruf an die Universität Trier. 1992 hielt er eine Vorlesungsreihe an der Haager Akademie für Internationales Recht. Ab 1981 war er Deutscher Rat für Internationales Privatrecht, ab 1984 im Vorstand des Deutschen Instituts für Schiedsgerichtswesen, 1987 bis 1995 Fachgutachter der Deutschen Forschungsgemeinschaft, von 1993 bis 1997 war er im Vorstand, ab 1997 im Rat der Deutschen Gesellschaft für Völkerrecht. 2007 wurde er emeritiert. Professor von Hoffmann war zudem seit 2000 Vorstand des Institut für Rechtspolitik an der Universität Trier.
Bernd von Hoffmann war Vater des Hochschullehrers Alexander von Hoffmann. Er ruht auf dem Friedhof Ohlsdorf gegenüber des Forums an der Talstraße (Planquadrat W 5). 

## Veröffentlichungen
- Internationale Handelsschiedsgerichtsbarkeit (1970)
- European Private International Law of Obligations (1975 mit Ole Lando und Kurt Siehr)
- Das Recht des Grundstückskaufs. Eine rechtsvergleichende Untersuchung (1982)
- Staatsunternehmen im Völkerrecht und IPR (mit P. Fischer 1984)
- Kommentierung in J. von Staudingers Kommentar zum Bürgerlichen Gesetzbuch: EGBGB, Bd Ic (10./11. u.12. Aufl. 1992):
  - Internationales Schuldrecht II (Deliktsrecht)
- Les privatisations en droit comparé et en droit international privé. In: Académie de droit international. Recueil des Cours 135 (1992-IV) (1993)
- Kommentierung Soergel, Bürgerliches Gesetzbuch, 12. Aufl., Bd. 10 (1996):
  - Art. 27–37 EGBGB (Internationales Vertragsrecht)
  - Nach Art. 38 EGBGB (Internationales Enteignungsrecht)
- Internationales Privatrecht einschließlich der Grundzüge des Internationalen Zivilverfahrensrechts (9. Aufl. 2007 gemeinsam mit Karsten Thorn. Übernahme des Werks von Karl Firsching)
- Universalität der Menschenrechte (2009)